# Trojmezí (Lužická Nisa)
Trojmezí (německy Dreieckmark nebo Dreiländereck, polsky Trójstyk) na česko-německo-polské hranici se nachází mezi městy Hrádek nad Nisou, Žitava a vesnicí Kopaczów. Leží na úpatí Lužických a Žitavských hor v nadmořské výšce 235 m n. m. na řece Lužická Nisa v místech, kde se do ní vlévá Oldřichovský potok; Lužická Nisa zde tvoří česko-německou a německo-polskou státní hranici, Oldřichovský potok hranici česko-polskou.